# Cetiosaurus
Cetiosaurus (/s[invalid input: 'ee']θ[invalid input: 'ee'][invalid input: 'oo']sɒrɪskʌs/ nghĩa là "giống thằn lằn cá voi" hay "giống Cetiosaurus") là một chi khủng long sauropoda. Nó sống Anh vào thời kỳ tầng Callove (Jura trung đến muộn) cách nay chừng 165 đến 161 triệu năm. Cetiosauriscus là một động vật bốn chân ăn thực vật, và có thể là thành viên cổ nhất của họ Diplodocidae. Di tích còn lại gồm một loạt đốt sống, một chân sau, một phần xương cùng, và một chân trước. Cetiosauriscus từng được đặt trong các họ Cetiosauridae, Diplodocidae, và Mamenchisauridae. Nó sống cùng thời với Sarcolestes, Callovosaurus, và Lexovisaurus.